# Tornar a casa (sèrie de televisió)
Tornar a casa (títol original en anglès, A Place to Call Home) és una sèrie de televisió dramàtica australiana, creada per Bevan Lee per a Seven Network, que es va estrenar el 2013. Ambientada a la zona rural de Nova Gal·les del Sud després de la Segona Guerra Mundial, segueix la Sarah Adams (Marta Dusseldorp), que ha tornat a Austràlia després de vint anys a l'estranger per començar una nova vida i acaba enfrontant-se amb la rica matriarca Elizabeth Bligh (Noni Hazlehurst). El repartiment principal també inclou Brett Climo (George Bligh), Craig Hall (Dr. Jack Duncan), David Berry (James Bligh), Abby Earl (Anna Bligh), Arianwen Parkes-Lockwood (Olivia Bligh), Aldo Mignone (Gino Poletti), Sara Wiseman (Carolyn Bligh), Jenni Baird (Regina Standish), Tim Draxl (Henry Fox) i Frankie J. Holden (Roy Briggs). El programa es va cancel·lar després de la seva segona temporada, però va obtenir més finançament i va concloure amb èxit després d'un total de sis temporades el 2018. Les quatre primeres temporades s'han doblat al valencià per a À Punt.

## Llista d'episodis
| Temporada | Temporada | Canal    | Episodis | Episodis | Dates d’emissió        | Dates d’emissió        |
| Temporada | Temporada | Canal    | Episodis | Episodis | Primera emissió        | Última emissió         |
| --------- | --------- | -------- | -------- | -------- | ---------------------- | ---------------------- |
|           | 1         | Seven    | 13       | 13       | 28 d'abril de 2013     | 21 de juliol de 2013   |
|           | 2         | Seven    | 10       | 10       | 11 de maig de 2014     | 13 de juliol de 2014   |
|           | 3         | SoHo     | 10       | 10       | 27 de setembre de 2015 | 29 de novembre de 2015 |
|           | 4         | Showcase | 12       | 12       | 11 de setembre 2016    | 27 de novembre de 2016 |
|           | 5         | Showcase | 12       | 12       | 8 d'octubre de 2017    | 24 de desembre de 2017 |
|           | 6         | Showcase | 10       | 10       | 19 d'agost de 2018     | 21 d'octubre de 2018   |

### Temporada 1 (2013)
| Núm. total | Núm. de la temporada | Títol                     | Direcció          | Guió                       | Data d'emissió original | Data d'emissió a À Punt |
| ---------- | -------------------- | ------------------------- | ----------------- | -------------------------- | ----------------------- | ----------------------- |
| 1          | 1                    | «La filla pròdiga»        | Roger Hodgman     | Trent Atkinson i Bevan Lee | 28 d'abril de 2013      | 4 de setembre de 2023   |
| 2          | 2                    | «Un regal de benvinguda»  | Lynn-Maree Danzey | Trent Atkinson             | 5 de maig de 2013       | 4 de setembre de 2023   |
| 3          | 3                    | «La veritat ix a la llum» | Lynn-Maree Danzey | Trent Atkinson             | 12 de maig de 2013      | 5 de setembre de 2023   |
| 4          | 4                    | «Somriure de Monna Lisa»  | Mark Joffe        | Trent Atkinson             | 19 de maig de 2013      | 5 de setembre de 2023   |
| 5          | 5                    | «El dia de l'expiació»    | Mark Joffe        | Rick Held                  | 26 de maig de 2013      | 6 de setembre de 2023   |
| 6          | 6                    | «That's amore»            | Lynn Hegarty      | Hamilton Budd              | 2 de juny de 2013       | 6 de setembre de 2023   |
| 7          | 7                    | «Bum!»                    | Lynn Hegarty      | Tony Morphett              | 9 de juny de 2013       | 7 de setembre de 2023   |
| 8          | 8                    | «Dos mons diferents»      | Lynn-Maree Danzey | Sarah Walker               | 16 de juny de 2013      | 7 de setembre de 2023   |
| 9          | 9                    | «El fardatxo verinós»     | Lynn-Maree Danzey | Trent Atkinson             | 23 de juny de 2013      | 8 de setembre de 2023   |
| 10         | 10                   | «Perquè no ho oblidem»    | Ian Barry         | Bevan Lee                  | 30 de juny de 2013      | 8 de setembre de 2023   |
| 11         | 11                   | «Fidel al teu cor»        | Ian Barry         | Rick Held                  | 7 de juliol de 2013     | 11 de setembre de 2023  |
| 12         | 12                   | «Un nou inici»            | Mark Joffe        | Hamilton Budd              | 14 de juliol de 2013    | 11 de setembre de 2023  |
| 13         | 13                   | «Amor secret»             | Mark Joffe        | Bevan Lee i Tony Morphett  | 21 de juliol de 2013    | 12 de setembre de 2023  |

### Temporada 2 (2014–15)
| Núm. total | Núm. de la temporada | Títol                               | Direcció          | Guió                   | Data d'emissió original | Data d'emissió a À Punt |
| ---------- | -------------------- | ----------------------------------- | ----------------- | ---------------------- | ----------------------- | ----------------------- |
| 14         | 1                    | «Cap secret més»                    | Mark Joffe        | Trent Atkinson         | 11 de maig de 2014      | 12 de setembre de 2023  |
| 15         | 2                    | «Crec»                              | Mark Joffe        | Tony Morphett          | 18 de maig de 2014      | 13 de setembre de 2023  |
| 16         | 3                    | «Un bes per a construir un somni»   | Lynn-Maree Danzey | Rick Held              | 25 de maig de 2014      | 13 de setembre de 2023  |
| 17         | 4                    | «El que diga el teu cor»            | Lynn-Maree Danzey | Hamilton Budd          | 1 de juny de 2014       | 14 de setembre de 2023  |
| 18         | 5                    | «Els fantasmes dels Nadals passats» | Lynn Hegarty      | Brooke Wilson          | 8 de juny de 2014       | 15 de setembre de 2023  |
| 19         | 6                    | «D'això fa molts anys»              | Lynn Hegarty      | Bevan Lee              | 15 de juny de 2014      | 18 de setembre de 2023  |
| 20         | 7                    | «Cap altre amor»                    | Mark Joffe        | Bevan Lee              | 22 de juny de 2014      | 19 de setembre de 2023  |
| 21         | 8                    | «Contesta'm, Amor meu»              | Mark Joffe        | Trent Atkinson         | 22 de juny de 2014      | 20 de setembre de 2023  |
| 22         | 9                    | «Sí, vull»                          | Lynn-Maree Danzey | Hamilton Budd          | 6 de juliol de 2014     | 21 de setembre de 2023  |
| 23         | 10                   | «Inoblidable»                       | Lynn-Maree Danzey | Bevan Lee i Kim Wilson | 13 de juliol de 2014    | 22 de setembre de 2023  |

### Temporada 3 (2015)
| Núm. total | Núm. de la temporada | Títol                         | Direcció           | Guió              | Data d'emissió original | Data d'emissió a À Punt |
| ---------- | -------------------- | ----------------------------- | ------------------ | ----------------- | ----------------------- | ----------------------- |
| 24         | 1                    | «Les coses que fem per amor»  | Ian Barry          | David Hannam      | 27 de setembre de 2015  | 25 de setembre de 2023  |
| 25         | 2                    | «L'Chaim, per la vida!»       | Ian Barry          | Giula Sandler     | 4 d'octubre de 2015     | 26 de setembre de 2023  |
| 26         | 3                    | «Més enllà del mar»           | Lynn-Maree Danzey  | Katherine Thomson | 11 d'octubre de 2015    | 27 de setembre de 2023  |
| 27         | 4                    | «Massa vells per a somiar»    | Lynn-Maree Danzey  | Deborah Parsons   | 18 d'octubre de 2015    | 28 de setembre de 2023  |
| 28         | 5                    | «Una vida d'amaga»            | Shirley Barrett    | Kim Wilson        | 25 d'octubre de 2015    | 29 de setembre de 2023  |
| 29         | 6                    | «Al caliu de la nit»          | Shirley Barrett    | Sarah Lambert     | 1 de novembre de 2015   | 2 d'octubre de 2023     |
| 30         | 7                    | «Els pecats del pare»         | Chris-Martin Jones | John Ridley       | 8 de novembre de 2015   | 3 d'octubre de 2023     |
| 31         | 8                    | «Fins que la mort ens separe» | Chris Martin-Jones | Giula Sandler     | 15 de novembre de 2015  | 4 d'octubre de 2023     |
| 32         | 9                    | «El Kaddish del dol»          | Lynn-Maree Danzey  | Katherine Thomson | 22 de novembre de 2015  | 5 d'octubre de 2023     |
| 33         | 10                   | «L'amor indiscutible»         | Lynn-Maree Danzey  | David Hannam      | 29 de novembre de 2015  | 6 d'octubre de 2023     |

### Temporada 4 (2016)
| Núm. total | Núm. de la temporada | Títol                              | Direcció         | Guió              | Data d'emissió original | Data d'emissió a À Punt |
| ---------- | -------------------- | ---------------------------------- | ---------------- | ----------------- | ----------------------- | ----------------------- |
| 34         | 1                    | «Un dubte inquietant»              | Shirley Barrett  | Bevan Lee         | 11 de setembre de 2016  | 9 de setembre de 2024   |
| 35         | 2                    | «Roïna en el bon sentit»           | Shirley Barrett  | Bevan Lee         | 18 de setembre de 2016  | 10 de setembre de 2024  |
| 36         | 3                    | «Quan tu somrius»                  | Kriv Stenders    | Bevan Lee         | 25 de setembre de 2016  | 11 de setembre de 2024  |
| 37         | 4                    | «A casa a descansar»               | Kriv Stenders    | Bevan Lee         | 2 d'octubre de 2016     | 12 de setembre de 2024  |
| 38         | 5                    | «Tornen els dies feliços»          | Catherine Millar | Bevan Lee         | 9 d'octubre de 2016     | 13 de setembre de 2024  |
| 39         | 6                    | «El problema amb Harry»            | Catherine Millar | Bevan Lee         | 16 d'octubre de 2016    | 16 de setembre de 2024  |
| 40         | 7                    | «Només estàs enamorat»             | Shirley Barrett  | Bevan Lee         | 23 d'octubre de 2016    | 17 de setembre de 2024  |
| 41         | 8                    | «Farem alguns canvis»              | Shirley Barrett  | Katherine Thomson | 30 d'octubre de 2016    | 19 de setembre de 2024  |
| 42         | 9                    | «El somriure del bebé»             | Tony Krawitz     | Katherine Thomson | 6 de novembre de 2016   | 20 de setembre de 2024  |
| 43         | 10                   | «Es desclouran els ulls dels cecs» | Tony Krawitz     | Bevan Lee         | 13 de novembre de 2016  | 23 de setembre de 2024  |
| 44         | 11                   | «Fer-se amb la serp»               | Catherine Millar | Katherine Thomson | 20 de novembre de 2016  | 24 de setembre de 2024  |
| 45         | 12                   | «Totes les coses bones»            | Catherine Millar | Bevan Lee         | 27 de novembre de 2016  | 25 de setembre de 2024  |

### Temporada 5 (2017)
| Núm. total | Núm. de la temporada | Títol                          | Direcció         | Guió               | Data d'emissió original | Data d'emissió a À Punt |
| ---------- | -------------------- | ------------------------------ | ---------------- | ------------------ | ----------------------- | ----------------------- |
| 46         | 1                    | «El meu pitjor enemic»         | Kevin Carlin     | Bevan Lee          | 8 d'octubre de 2017     | 26 de setembre de 2024  |
| 47         | 2                    | «Conseqüències»                | Kevin Carlin     | Katherine Thomson  | 15 d'octubre de 2017    | 27 de setembre de 2024  |
| 48         | 3                    | «Tot el que brilla»            | Mark Joffe       | John Lonie         | 22 d'octubre de 2017    | 30 de setembre de 2024  |
| 49         | 4                    | «Al límit de la raó»           | Mark Joffe       | David Hannam       | 29 d'octubre de 2017    | 1 d'octubre de 2024     |
| 50         | 5                    | «No vages dòcilment»           | Catherine Miller | Kristen Dunphy     | 5 de novembre de 2017   | 2 d'octubre de 2024     |
| 51         | 6                    | «Els dimonis de la foscor»     | Catherine Millar | John Lonie         | 12 de novembre de 2017  | 3 d'octubre de 2024     |
| 52         | 7                    | «Anatomia de la seua mort»     | Jeremy Sims      | David Hannam       | 19 de novembre de 2017  | 4 d'octubre de 2024     |
| 53         | 8                    | «Un fil de llum»               | Jeremy Sims      | Katherine Thomson  | 26 de novembre de 2017  | 7 d'octubre de 2024     |
| 54         | 9                    | «Tot el que ha de vindre»      | Mark Joffe       | Cathryn Strickland | 3 de desembre de 2017   | 8 d'octubre de 2024     |
| 55         | 10                   | «La mort és un final»          | Mark Joffe       | Bevan Lee          | 10 de desembre de 2017  | 10 d'octubre de 2024    |
| 56         | 11                   | «Descansa en les profunditats» | Catherine Millar | Katherine Thomson  | 17 de desembre de 2017  | 11 d'octubre de 2024    |
| 57         | 12                   | «In memoriam»                  | Catherine Millar | Bevan Lee          | 24 de desembre de 2017  | 14 d'octubre de 2024    |

### Temporada 6 (2018)
| Núm. total | Núm. de la temporada | Títol                                | Direcció         | Guió              | Data d'emissió original | Data d'emissió a À Punt |
| ---------- | -------------------- | ------------------------------------ | ---------------- | ----------------- | ----------------------- | ----------------------- |
| 58         | 1                    | «Per a bé o per a mal»               | Jeremy Sims      | Bevan Lee         | 19 d'agost de 2018      | 15 d'octubre de 2024    |
| 59         | 2                    | «La sal de la terra»                 | Jeremy Sims      | Bevan Lee         | 26 d'agost de 2018      | 16 d'octubre de 2024    |
| 60         | 3                    | «Tenebres i llum»                    | Catherine Millar | Bevan Lee         | 2 de setembre de 2018   | 17 d'octubre de 2024    |
| 61         | 4                    | «A contra corrent»                   | Catherine Millar | Katherine Thomson | 9 de setembre de 2018   | 18 d'octubre de 2024    |
| 62         | 5                    | «No em mires als ulls»               | Amanda Brotchie  | Katherine Thomson | 16 de setembre de 2018  | 21 d'octubre de 2024    |
| 63         | 6                    | «Enfrontar-se amb la realitat»       | Amanda Brotchie  | Bevan Lee         | 23 de setembre de 2018  | 22 d'octubre de 2024    |
| 64         | 7                    | «Noves aventures»                    | Jeremy Sims      | Bevan Lee         | 30 de setembre de 2018  | 23 d'octubre de 2024    |
| 65         | 8                    | «Amors de tardor»                    | Jeremy Sims      | Bevan Lee         | 7 d'octubre de 2018     | 24 d'octubre de 2024    |
| 66         | 9                    | «La vida es perpetua per si mateixa» | Catherine Millar | Katherine Thomson | 14 d'octubre de 2018    | 25 d'octubre de 2024    |
| 67         | 10                   | «Tornar a casa»                      | Catherine Millar | Bevan Lee         | 21 d'octubre de 2018    | 25 d'octubre de 2024    |

### Especials
| Núm. | Títol                                               | Data d'emissió original |
| ---- | --------------------------------------------------- | ----------------------- |
| 1    | «An Audience with the Cast of A Place to Call Home» | 20 de setembre de 2015  |
| 2    | «A Place to Call Home: The Story So Far»            | 11 de setembre de 2016  |
| 3    | «A Place to Call Home: The Final Chapter»           | 18 d'agost de 2018      |